# Fonyó István
Fonyó István (Dunakeszi, 1939. január 2. – Budapest, 2003. április 8.)  Jászai Mari-díjas magyar színművész, Fonyó József színművész testvéröccse.

## Életpálya
A Színművészeti Főiskolán Simon Zsuzsa és Gáti József tanítványaként 1961-ben vizsgázott. A főiskola után első állomásként az egri  Gárdonyi Géza Színház társulatához szerződött. 1962-től a szolnoki Szigligeti Színház, 1965-től a kaposvári Csiky Gergely Színház, 1966–1975 között a debreceni Csokonai Színház művésze volt. 1975-től a Veszprémi Petőfi Színház majd 1976-tól ismét a szolnoki Szigligeti Színház tagja.
1981-től Budapesten a Népszínház, 1982-től a Nemzeti Színház társulatának tagja, 2000-től a Pesti Magyar Színház színművésze volt. Számos filmben szerepelt, főleg epizodistaként. 1981-ben Jászai Mari-díjat kapott.
Felesége Kállai Bori színművésznő volt. Leányuk Fonyó Barbara színművésznő. Testvére Fonyó József színművész. Az alsógödi régi, Pázmány Péter utcai temetőben helyezték végső nyugalomra.

## Színpadi szerepei
- Petur bán (Katona: Bánk bán)
- Balázs (Gáspár Margit: Ha elmondod, letagadom)
- George Haverstick (Williams: Amíg összeszoknak)
- Cooper (Williams: Macska a forró bádogtetőn)
- Randall Utterword (Shaw: Megtört szívek háza)
- Tanner John (George Bernard Shaw: Tanner John házassága)
- Posa márki (Schiller: Don Carlos)
- Szellemfi (Szigligeti: Liliomfi)
- Edmond (Shakespeare: Lear király)
- Emberfi (Szakonyi: Adáshiba)
- De Sade márki (Weis: Marat/Sade)
- Mátyás király (Heltai: A néma levente)
- Bicska Maxi (Bertolt Brecht és Kurt Weill: Koldusopera)
- Übü papa (Jarry: A láncra vert Übü)
- Versinyin (Csehov: Három nővér)
- Stomil (Mrozek: Tangó)
- Kriegs Rudolf (Zilahy: Fatornyok)
- Spivache (Tudor Muşatescu: Titanic-keringő)
- Dóczi János (Szomory: A festett király)
- Dr. Török Loránd (Vészi: A sárga telefon)
- Ely püspöke, FLUELLEN KAPITÁNY (Shakespeare: V. Henrik)
- Marcus Antonius (Shakespeare: Antonius és Cleopátra)
- Capulet, János barát (Shakespeare: Rómeó és Júlia)
- Családfő (Csurka: Megmaradni)
- Vagyim Romanov (Ustinov: Romanov és Júlia)
- Dr. Gyetvay Gáspár (Galgóczy: Vidravas)
- Kiss Márton (Gyurkovics: Halálsakk)
- Mr. Webb (Wilder: A mi kis városunk)
- Kopereczky (Mikszáth: A Noszty fiú esete Tóth Marival)
- Schwartz (Szigligeti: Liliomfi)
- Plébános (Tamási: Tündöklő Jeromos)
- Mózes, Pilátus (Kerényi: Csíksomlyói passió)
- Lefkovics (Móricz: Úri muri)
- Id. Hoffer József (Szabó Magda: Régimódi történet)
- Az ügyvéd (Herczeg Ferenc: Majomszínház)
- Csipet doktor (Shakespeare: Tévedések vígjátéka)

## Film és tévé szerepei
- 1959: A vak (ff. magyar rövid játékfilm) (TV-film)
- 1963: Tücsök (ff., magyar vígjáték)
- 1967: Szevasz, Vera! (ff. magyar játékfilm)
- 1972: Makra (ff., magyar filmdráma)
- 1976: Kántor (ff., magyar tévéfilm sorozat) (TV-film)
- 1977: Két pisztolylövés (színes, magyar tévéfilm sorozat) (TV-film)
- 1978: Meztelenül (színes, magyar tévéfilm)
- 1978: Shakespeare: Athéni Timon (TV-film)
- 1979: Ki beszél itt szerelemről? (színes, magyar vígjáték)
- 1980: Az áldozat (színes, magyar krimi)
- 1980: A Mi Ügyünk, avagy az utolsó hazai maffia hiteles története (színes, magyar vígjáték) (TV-film)
- 1981: A transzport (magyar játékfilm)
- 1981: Luxuseljárás (magyar filmdráma) (TV-film)
- 1983: A piac (TV-film), Vedres úr
- 1984: Szálka, hal nélkül (színes, magyar tévéfilm sorozat) (TV-film)
- 1984: A tönk meg a széle (színes, magyar filmszatíra) (TV-film)
- 1984: Linda (színes, magyar tévéfilm sorozat) (TV-film)
- 1985: Kémeri (színes, magyar tévéfilm sorozat) (TV-film)
- 1986: Pesti háztetők (színes, magyar filmdráma) (TV-film)
- 1987: Valahol Magyarországon (színes, magyar filmdráma)
- 1987: Érzékeny búcsú a fejedelemtől
- 1994: Kis Romulusz (színes, magyar tévéfilm sorozat) (TV-film)
- 1994: Kisváros (színes, magyar tévéfilm sorozat) (TV-film)
- 1998: Derengő (színes, magyar filmdráma)
- 1999: A napfény íze
- Századunk (sorozat)

## Díjai, elismerései
- Jászai Mari-díj (1981)

## További információ
- Fonyó István a PORT.hu-n (magyarul)
- Fonyó István az Internetes Szinkronadatbázisban (magyarul)
- Fonyó István az Internet Movie Database-ben (angolul)